# Podsavezna nogometna liga Karlovac 1962./63.
Podsavezna nogometna liga Karlovac (također i kao Liga Nogometnog podsaveza Karlovac, Karlovačka podsavezna liga, 1. liga podsaveza Karlovac) je bila prvi stupanj prvenstva Karlovačkog nogometnog podsaveza, te liga četvrtog stupnja nogometnog prvenstva Jugoslavije u sezoni 1962./63. 
 
Sudjelovalo je ukupno 10 klubova, a prvak je bio "Proleter" iz Karlovca (MZ Ilovac). 

## Ljestvica
| mj. | klub                           | ut.                        | pob.                       | ner.                       | por.                       | gol+                       | gol-                       | bod                        |
| --- | ------------------------------ | -------------------------- | -------------------------- | -------------------------- | -------------------------- | -------------------------- | -------------------------- | -------------------------- |
| 1.  | Proleter (Karlovac – Ilovac)   | 14                         | 11                         | 2                          | 1                          | 55                         | 8                          | 24                         |
| 2.  | Zadrugar (Karlovac – Mostanje) | 14                         | 11                         | 1                          | 2                          | 61                         | 17                         | 23                         |
| 3.  | Korana (Karlovac – Turanj)     | 14                         | 7                          | 5                          | 2                          | 40                         | 21                         | 19                         |
| 4.  | Radnik Karlovac                | 14                         | 6                          | 3                          | 5                          | 35                         | 28                         | 15                         |
| 5.  | Vatrogasac Gornje Mekušje      | 14                         | 5                          | 2                          | 7                          | 28                         | 40                         | 12                         |
| 6.  | Tekstilac Duga Resa            | 14                         | 4                          | 3                          | 7                          | 27                         | 42                         | 11                         |
| 7.  | Kamensko                       | 14                         | 3                          | 0                          | 11                         | 13                         | 53                         | 6                          |
| 8.  | Mrežnica Zvečaj                | 14                         | 1                          | 0                          | 13                         | 20                         | 70                         | 2                          |
|     | Karlovac II                    | nastupali van konkurencije | nastupali van konkurencije | nastupali van konkurencije | nastupali van konkurencije | nastupali van konkurencije | nastupali van konkurencije | nastupali van konkurencije |
|     | Tehničar Karlovac              | nastupali van konkurencije | nastupali van konkurencije | nastupali van konkurencije | nastupali van konkurencije | nastupali van konkurencije | nastupali van konkurencije | nastupali van konkurencije |

- Gornje Mekušje – danas dio naselja Karlovac
- Kamensko – danas dio naselja Karlovac

## Rezultatska križaljka
| kratica | klub                           | KAM | KOR | MRE | PRO | RAD | TEK | VAT | ZAD | KAR | TEH |
| --- | ------------------------------ | --- | --- | --- | --- | --- | --- | --- | --- | --- | --- |
| KAM | Kamensko                       |     |     |     |     |     |     |     |     |     |     |
| KOR | Korana (Karlovac – Turanj)     |     |     |     |     |     |     |     |     |     |     |
| MRE | Mrežnica Zvečaj                |     |     |     |     |     |     |     |     |     |     |
| PRO | Proleter (Karlovac – Ilovac)   |     |     |     |     |     |     |     |     |     |     |
| RAD | Radnik Karlovac                |     |     |     |     |     |     |     |     |     |     |
| TEK | Tekstilac Duga Resa            |     |     |     |     |     |     |     |     |     |     |
| VAT | Vatrogasac Gornje Mekušje      |     |     |     |     |     |     |     |     |     |     |
| ZAD | Zadrugar (Karlovac – Mostanje) |     |     |     |     |     |     |     |     |     |     |
| KAR | Karlovac II                    |     |     |     |     |     |     |     |     |     |     |
| TEH | Tehničar Karlovac              |     |     |     |     |     |     |     |     |     |     |
| |                                |     |     |     |     |     |     |     |     |     |     |
| podebljan rezultat - utakmice od 1. do 9. kola (1. utakmica između klubova) rezultat normalne debljine - utakmice od 10. do 18. kola (2. utakmica između klubova) rezultat nakošen - nije vidljiv redoslijed odigravanja međusobnih utakmica iz dostupnih izvora rezultat smanjen * - iz dostupnih izvora nije uočljiv domaćin susreta prekrižen rezultat - poništena ili brisana utakmica p - utakmica prekinuta 3:0 p.f. / 0:3 p.f. - rezultat 3:0 bez borbe n.i. - nije igrano |                                |     |     |     |     |     |     |     |     |     |     |

 Izvori: 

## Unutrašnje poveznice
- Zagrebačka zona 1962./63.